# Socarrat (ceràmica)

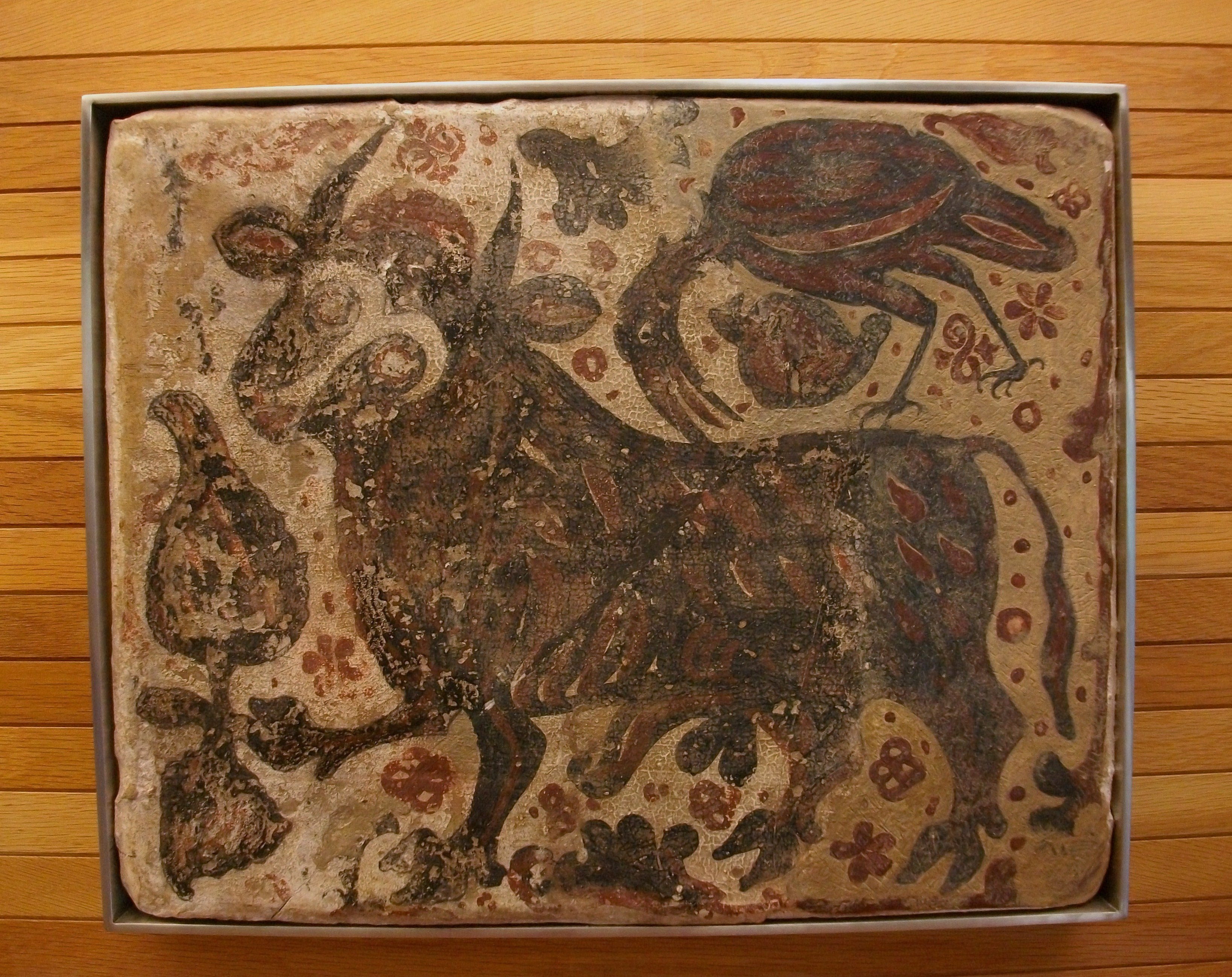
Socarrat amb representació d'un bou al Museu de Belles Arts de Castelló.

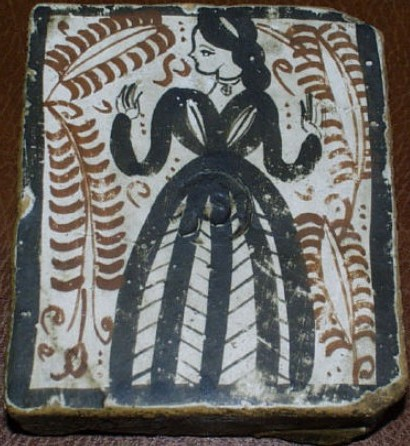
Museu Nacional de Ceràmica i de les Arts Sumptuàries González Martí, Palau del Marqués de Dosaigües, València.

El socarrat és una placa de fang cuit o taulell gros esmaltat en blanc i decorat generalment en tonalitats rogenques o marronoses i negrenques, destinat a posar-se entre bigues, en sostres i volades d'edificis. És una peça d'origen medieval típica de terrisseria de la Corona d'Aragó.
El terme socarrat és un dels termes amb què s'anomenen peces amb funcions semblants com ara rajola, maó prim, taulell, atovó, manisa o cairó. La primera menció registrada de la seua existència la va fer el 1604 el bisbe de Sogorb, Feliciano de Figueroa. Representatiu de la ceràmica de Paterna, el socarrat i altres peces similars s'han documentat també a Benetússer, Manises i molts altres llocs del País Valencià, Aragó, Catalunya i les Illes Balears.

## Ús
Els socarrats es col·locaven cobrint revoltonades als sostres, suposant un major estalvi als cassetons de fusta. Es fabricaven principalment en dos formats: un de menor dimensió, amb 30 x 15 x 3 cm i un altre de més gran, de 40 x 30 x 3 cm (mides aproximades). El primer format es podia afegir en les construccions de dues maneres: decorant volades, amb dos terços de la seua superfície recolzats sobre els murs amb l'altre terç sobrant visible, o bé formant part d'una volada feta amb bigues eixints, col·locades entre si a manera de decoració arquitectònica. Estos socarrats de menor mida també es van utilitzar component frisos en terrasses, escales o altres llocs.
Alhora, el format més gran es destinava a l'entrebigat de sostres interiors. A banda de la seua funció decorativa, estes peces tenien un valor arquitectònic estructural, servint de suport a paviments de pisos o entramats de teulades. Per a estos usos, es fabricava també un format encara més menut (de 15 x 30 x 3 cm). S'ha comprovat que els socarrats eren reutilitzats sovint, integrant murs o per a anivellar paviments.

## Fabricació
Existeix una certa controvèrsia històrica sobre el seu procés de fabricació. Hi ha essencialment dos corrents que en resumeixen tots els altres. L'un és el que ens ofereix Manuel González Martí i autors posteriors, segons el qual la rajola seca, coberta per una capa de terra caolínica, es pintava després amb mangra (òxid de ferro) i manganés. Finalment es coïa, i el resultat n'era una decoració mat.
Abans de González Martí, alguns autors han suggerit l'ús de calç no cuita com a material de decoració dels socarrats. Tant esta inexistència de cocció com la naturalesa dels pigments no han quedat clares; no obstant això, Blat Monsó i uns altres han ratificat aquest mètode. La veritat indiscutible és que la capa blanca que cobreix els socarrats es compon de calç, els pigments rojos a partir de la mangra i els negres, amb manganés i negre carbó. Els compostos presents en les pastes arriben a temperatures de cocció a l'entorn dels 900 °C i, fins i tot, superiors. Temperatures d'est ordre farien inviable la presència de calcita, ja que aquesta es descompon en òxid de calci i diòxid de carboni a 787 °C. Una prova visible de la utilització de la pintura en fred sobre la calç per a decoració de socarrats és la presència del punteig de carbó característic d'un estergit en exemplars exposats en el Museu de Ceràmica de Manises.

## Iconografia

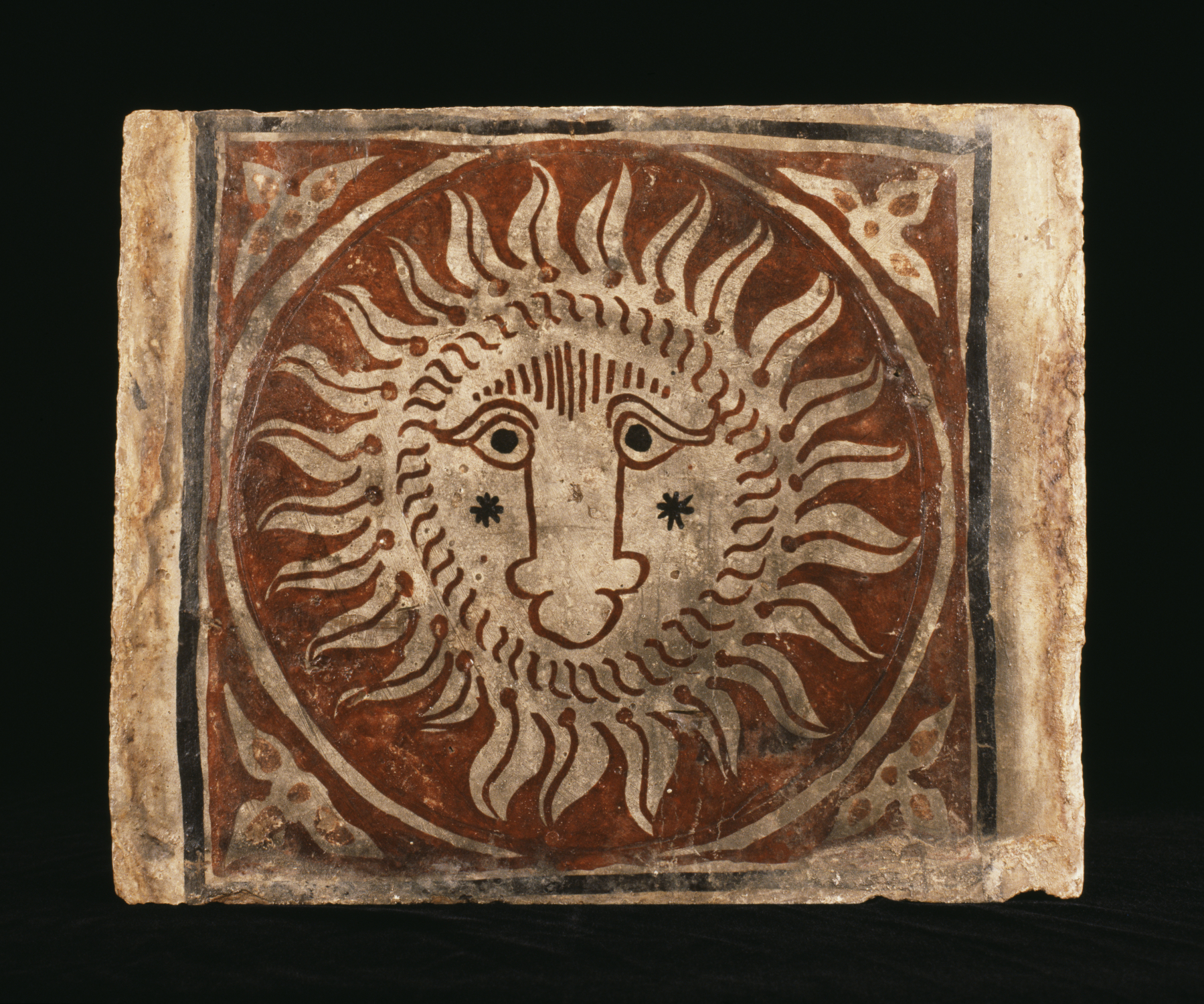
Socarrat (35,3 × 43,5 × 2,5 cm), datat entre 1490 i 1550, que va pertànyer al magnat de la premsa William Randolph Hearst. Es considera una peça original de Paterna; des de 1958 és al Walters Art Museum, Baltimore (Maryland), als Estats Units.

En els socarrats, hi ha tres tipus bàsics de representació simbòlica: religiosa, màgica i social. Entre les primeres, hi ha les creus, senyals i llegendes sagrades, com els versicles alcorànics de la volada de la mesquita de la Xara a la Valldigna. La segona, el vessant màgic, queda presentada per les mans de Fàtima, vaixells, torres i animals o figures quimèriques com el butoni, monstre habitual en el bestiari valencià. Les escenes cortesanes i satíriques, i especialment l'ús de símbols heràldics, engrosseixen el capítol de la representació social. Més enllà de la decoració arquitectònica, es van utilitzar socarrats en proclames públiques, com en el cas de l'edicte de partença de 1513, per a reclutar soldats, del duc de Sogorb.